# Har Noter
Har Noter (hebrejsky: הר נוטר) je hora o nadmořské výšce 582 metrů na hranici mezi Izraelem a Libanonem, v Horní Galileji.
Nachází se v horském pásmu Naftali, cca 2 kilometry jihozápadně od města Metula. Má podobu částečně zalesněného vrchu, zčásti přesahujícího mezinárodní hranici. Po jeho východním okraji probíhá turistická izraelská stezka, přičemž terén tímto směrem prudce klesá podél severojižně orientovaného zlomu do Chulského údolí. Na jižním okraji hory do Chulského údolí směřuje také údolí vádí Nachal Misgav. Společně s horou Har Cfija (cca 1 kilometr severovýchodně odtud) jde o nejsevernější výběžek hor Naftali.